# América Cabimas
América Es uno de los sectores que conforman la ciudad de Cabimas, en el estado Zulia, Venezuela. Pertenece a la parroquia Carmen Herrera. El nombre se debe a que sus calles fueron bautizadas con nombres de países como calle Perú o calle Ecuador, fue fundada junto a Condordia en los años 20.

## Ubicación
Se encuentra entre los sectores El Dividive al este, Las Cabillas al sur (carretera J), Concordia al oeste y Delicias Viejas al norte (calle Cumaná).

## Historia
En un mapa en la página www.randytrahan.com aparece con nombre propio junto a Concordia, en dicho mapa alrededor de los años 30 no aparecen Delicias Nuevas, Guavina o Las 40's, indicando que América y Concordia son más antiguos.
En 1958 terrenos del sector fueron adquiridos por la Creole Petroleum Corporation, para construir la Unidad Educativa Andrés Eloy Blanco.
Entre 1996 y 1998 América pasó por el mismo proceso de transformación de Concordia donde la totalidad de sus casas fueron cambiadas por "Town house" para albergar más habitantes.

## Zona Residencial
Es muy parecido a Concordia, tanto que frecuentemente es considerado parte de Concordia. En América se encuentra la Iglesia San José "de Concordia" (como es conocida y como anuncia el sacerdote durante los oficios). Las calles de América son paralelas a las de Concordia y están conectadas con Concordia, también tienen reductores de velocidad e igual están desconectadas de otros sectores, la única separación entre estos sectores es las calles que conecta la calle Cumaná con la carretera J. que es la Calle Churuguara

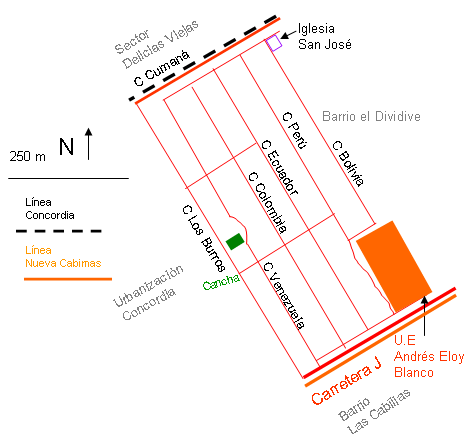
Sector América

En América se encuentra las unidades educativas Andrés Eloy Blanco de PDVSA, y el liceo Julia Añez Gabaldón.

## Transporte
Solo los carros de Concordia transitan por allí, los de Nueva Cabimas pasan por la carretera J. 

## Sitios de Referencia
- Liceo Julia Añez Gabaldón. Calle Ecuador con Calle Cumaná
- Unidad Educativa Andrés Eloy Blanco. Carretera J
- Unidad Educativa Electo de Jesús Piña. Carretera J
- Iglesia San José. Calle Bolivia con Calle Cumaná
- San José Stereo. Emisora de la Iglesia San José